# Кисида, Фумио
Фумио Кисида (яп. 岸田 文雄 Кисида Фумио, род. 29 июля 1957, Сибуя, Токио) — японский политический деятель. Председатель Либерально-демократической партии Японии с 29 сентября 2021 года по 27 сентября 2024 года. Премьер-министр Японии с 4 октября 2021 года по 1 октября 2024 года.
Министр иностранных дел Японии (26 декабря 2012 — 3 августа 2017).

## Биография
Фумио Кисида родился в Сибуе, Токио, 29 июля 1957 года в семье потомственных политиков. Его отец Фумитакэ Кисида был государственным служащим в министерстве экономики, торговли и промышленности Японии и директором The Small and Medium Enterprise Agency. Поскольку семья Кисида была родом из города Хиросима, семья возвращалась в Хиросиму каждое лето. Многие члены семьи Кисида погибли в результате атомной бомбардировки Хиросимы, и Фумио вырос под влиянием рассказов выживших родственников об атомной бомбардировке. Шестой мэр Хиросимы Канъити Ода (с мая по июль 1909 года) его прапрадед. Его отец Фумитакэ Кисида и дед Масаки Кисида были политиками, входившими в нижнюю палату парламента. Японский политик Ёити Миядзава — его двоюродный брат, бывший губернатор префектуры Хиросима с 1973 по 1981 год и министр юстиции с 1995 по 1996 год Хироси Миядзава, а также бывший премьер-министр Японии Киити Миядзава — его дальние родственники.
Фумио Кисида ходил в начальную школу PS 013 Clement C. Moore в районе Элмхерст в Куинсе, Нью-Йорк, потому что его отец в то время работал в США. Фумио Кисида окончил старшую школу Кайсэ, где также играл в бейсбольной команде.
Фумио Кисида изучал право в университете Васэда и окончил его в 1982 году. В университете Васэда он дружил с будущим японским политиком Такэси Иваей.

## Политическая карьера
После работы в ныне несуществующем Японском банке долгосрочного кредитования, а затем в качестве секретаря члена Палаты представителей Фумио Кисида был впервые избран в Палату представителей в июле 1993 года от Либерально-демократической партии, представляя 1-й округ Хиросимы.
Кисида занимал пост министра по делам Окинавы и Северных территорий (Курильских островов) с 2007 по 2008 год, сначала в кабинете Синдзо Абэ, а затем — Ясуо Фукуды. Он был назначен государственным министром по делам потребителей и безопасности пищевых продуктов в кабинете тогдашнего премьер-министра Ясуо Фукуда в 2008 году. Кисида также был государственным министром по научной и технологической политики, по качеству жизни и государственно-правовой реформе в кабинете Ясуо Фукуда.
Он был близок с Макото Когой, лидером фракции Котикай, одной из старейших в ЛДПЯ, и взял её под свой контроль в октябре 2012 года после того, как Макото Кога объявил о своем уходе из политики.
15 апреля 2023 года на выступлении с предвыборной речью в порту города Вакаяма в премьер-министра Японии Фумио Кисида была брошена зажженная дымовая шашка. Премьер-министр не пострадал и был эвакуирован из порта на автомобиле охраны.

### Правительство Абэ
Назначен министром иностранных дел в кабинете премьер-министра Синдзо Абэ 26 декабря 2012 года.
Кисида занимал должность министра иностранных дел Японии дольше всех за весь послевоенный период.
3 августа 2017 года после значительной перетряски кабинета Абэ покинул пост министра иностранных дел и возглавил политический совет Либерально-демократической партии.
29 сентября 2021 года избран председателем Либерально-демократической партии Японии.

## Награды
- Орден князя Ярослава Мудрого I степени (23 августа 2024 года, Украина) — за весомый личный вклад в укрепление межгосударственного сотрудничества, поддержку суверенитета и территориальной целостности Украины, популяризацию Украинского государства в мире[19]